# Walter Görlitz
Walter Görlitz (* 24. Februar 1913 in Frauendorf, Kreis Randow; † 4. Oktober 1991 in Hamburg) war ein deutscher Schriftsteller, Historiker und Publizist.

## Leben und Werk
Der Sohn eines Arztes besuchte in Stettin das humanistische Gymnasium. Nach dem Abitur studierte er an der Universität Rostock Medizin und Geschichte, wo er im Haushalt der Eltern von Walter Kempowski zur Untermiete wohnte. Ab 1936 arbeitete er als freier Schriftsteller. 1955 übernahm er die Leitung des Ressorts für Kulturpolitik in der Hamburger Redaktion der Zeitung „Die Welt“. Ab 1968 leitete er das Ressort für Zeitgeschichte.
Walter Görlitz schrieb mehrere Bücher zu historischen Themen, vorrangig zur Militärgeschichte. Er gab die Nachlässe der Generalfeldmarschälle der Wehrmacht Friedrich Paulus und Wilhelm Keitel und des Admirals der Kaiserlichen Marine, Georg Alexander von Müller heraus.
Görlitz wurde 1984 mit dem Pommerschen Kulturpreis ausgezeichnet.

## Werke (Auswahl)
- Wächter der Gläubigen. Der arabische Lebenskreis und seine Ärzte. Hamburg 1936
- Mussolini – Sendung und Macht (Geschichte eines Lebens). Leipzig 1939
- Fürst Blücher von Wahlstatt. Rostock 1940
- Russische Gestalten. Russische Geschichte in Einzelbildern. Hüthig & Co., Heidelberg/Leipzig/Berlin 1940 (Peter der Große, Stenka Rasin, Gregor Potemkin, Alexander Suworow, Michael Bakunin, Fedor Dostojewski, Michael Skobelew, Konstantin Pobjedonoszew, Leo Tolstoi und Grigori Rasputin)
- Der deutsche Generalstab. Geschichte und Gestalt, 1640–1945. Verlag der Frankfurter Hefte, Frankfurt/M. 1950
- Die Junker – Adel und Bauer im deutschen Osten. Geschichtliche Bilanz von 7 Jahrhunderten. Glücksburg 1956
- Adolf Hitler (= Persönlichkeit und Geschichte; Bd. 21/22). Göttingen 1960
- Kleine Geschichte des deutschen Generalstabes. Berlin 1967
- Hannibal : eine politische Biographie. Kohlhammer, Stuttgart 1970
- Model : Strategie der Defensive. Wiesbaden 1975
- Geldgeber der Macht – wie Hitler, Lenin, Mao Tse-tung, Mussolini, Stalin, Tito ihren Aufstieg zur Macht finanzierten. Düsseldorf, Wien 1976
- Die Prußen – die alten Bewohner Ostpreußens. Geschichte, Kultur und Verschmelzung mit den Deutschen. Landsmannschaft Ostpreußen (Hrsg.), Hamburg 1980
- Model – Der Feldmarschall und sein Endkampf an der Ruhr. Universitas, München 1989, ISBN 3-8004-1193-8
- Geschichte des deutschen Generalstabes von 1650–1945. Augsburg 1997, ISBN 3-86047-918-0